# Dudley Randall
Dudley Randall (ur. 14 stycznia 1914 w Waszyngtonie, zm. 5 sierpnia 2000 w Southfield w stanie Michigan) – poeta i edytor amerykański.
Debiutował w prasie w wieku lat trzynastu. Studiował na Wayne State University oraz University of Michigan. Pracował jako bibliotekarz w Jefferson City, Baltimore i Detroit. W 1965 założył wydawnictwo Broadside Press, które publikowało utwory wielu czołowych pisarzy afroamerykańskich. Ogłosił tomy wierszy Poem Counterpoem (1966), Cities Burning (1968), Love You (1970), More to Remember (1971) oraz After the Killing (1973). W 1981 otrzymał tytuł poety laureata miasta Detroit.